# Castétis
Castétis är en kommun i departementet Pyrénées-Atlantiques i regionen Nouvelle-Aquitaine i sydvästra Frankrike. Kommunen ligger i kantonen Orthez som tillhör arrondissementet Pau. År 2022 hade Castétis 644 invånare.

## Befolkningsutveckling
Antalet invånare i kommunen Castétis
| Referens: INSEE |